# Rallonge de guidon
Pour les articles homonymes, voir Corne.

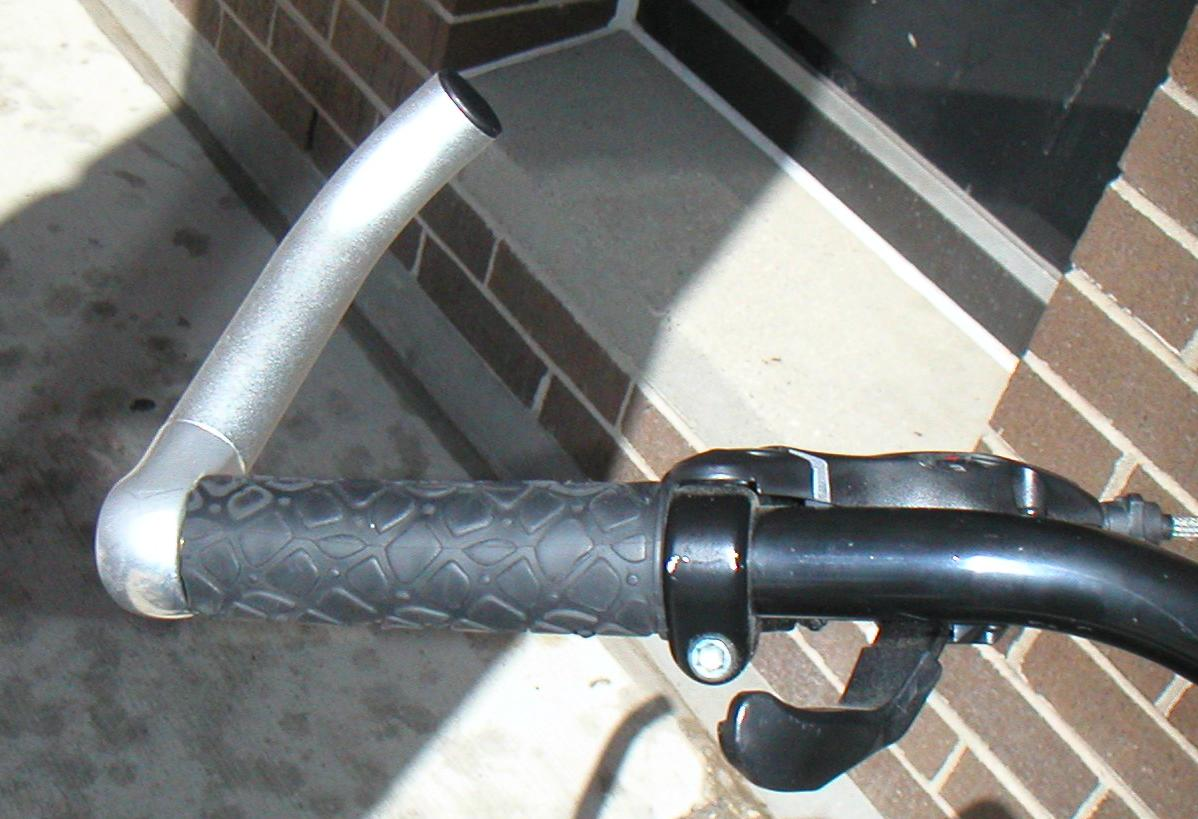
Une rallonge longue d'extrémité (côté gauche).

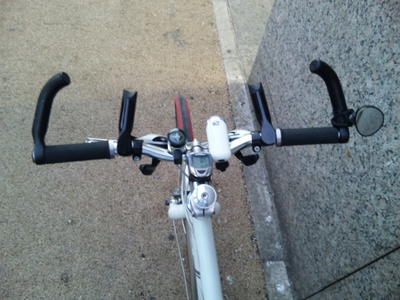
Guidon comportant à la fois des rallonges d'extrémités de type bar-ends et des extensions internes.

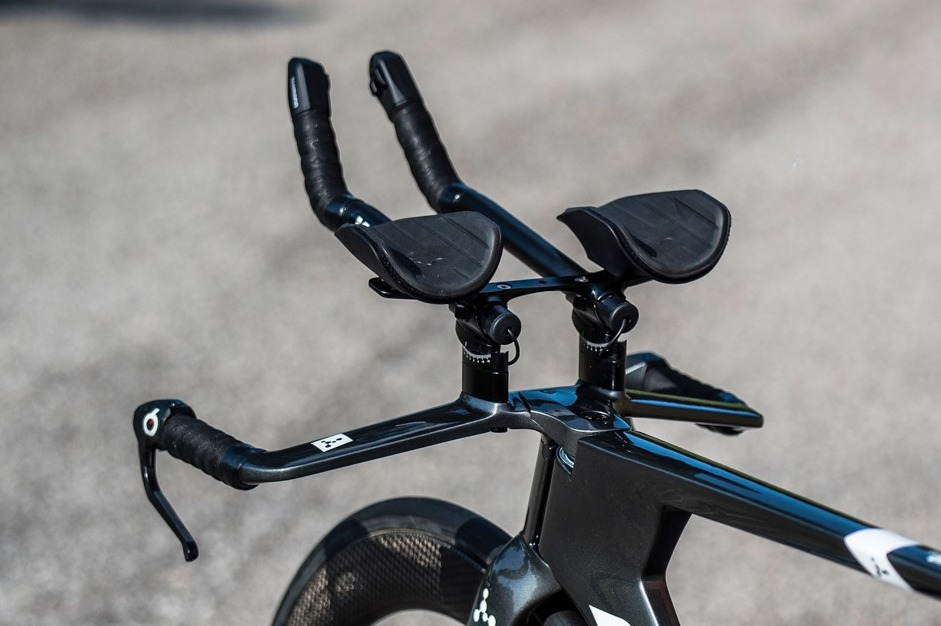
Rallonges centrales de type prolongateurs, permettant à un triathlète d'adopter une position aérodynamique.

Une rallonge de guidon est un équipement de cyclisme consistant en un tube plus ou moins long parallèle ou allant par paire, et servant d'extension au cintre. Sa fonction est de permettre au coureur de varier la posture de ses mains sur le guidon. Elles peuvent être de quatre types :
- Les rallonges d'extrémités ou bar-ends, aussi appelées  « cornes de vaches », fixées perpendiculairement à chacune des extrémités d'un guidon plat, particulièrement utilisées sur les VTT avant que les cintres de VTT ne s'élargissent et ne deviennent plus relevés et courbés. Elles restent toujours utilisées sur les VTC.
- Les extensions internes, fixées sur les guidons plats entre les poignées et les leviers de freins, davantage utilisées à partir des années 2020[1],[2] particulièrement sur des vélos destinés à effectuer des longues distances[3]. Sur les cintres plats, elles permettent d'agir sur les freins et les vitesses depuis l'ensemble des positions. Certains cintres intègrent directement ce type d'extensions[4],[5].
- Les prolongateurs, placés au centre du guidon et permettant au cycliste d'adopter une position plus aérodynamique, favorables à la performance. Ils sont particulièrement utilisés lors d'épreuves de triathlon ou de contre la montre.
- Les extensions parallèles qui se fixent au cintre de manière à fournir un espace supplémentaire parallèle au cintre, utilisés pour y installer des accessoires notamment sur longue distance.

## Noms et confusions
Les anglicisme « bar end » (littéralement « fin de cintre ») est parfois utilisé en français (et dans d'autres langues), mais le nom recommandé par l'Office québécois de la langue française est « rallonge de guidon ». Cet anglicisme « bar end » peut aussi introduire une confusion avec les bar end plugs, c'est-à-dire les embouts de guidon, qui sont des bouchons insérés dans les orifices situés à chacune des extrémités du cintre ; ou encore avec les bar end shifters, qui sont des commandes de dérailleur utilisés sur certains vélos de route. 
Dans le langage courant, les rallonges de guidon sont appelées « cornes de vache » ou simplement « cornes », par analogie avec les cornes des animaux (notamment des vaches).

## Utilité
Les rallonges de guidon permettent au cycliste de varier la posture de ses mains sur le guidon, ce qui permet d'éviter des maladies chroniques comme le syndrome du canal carpien ou l'arthrose.
Elles sont particulièrement utiles en montée, notamment lorsque le coureur est en position de « danseuse » (debout sur les pédales, sans prendre appui sur la selle), parce qu'elles augmentent l'effet de levier.
Sur route, à haute vitesse, des rallonges longues de type prolongateurs utilisés notamment dans le triathlon, permettent au coureur d'y placer tout son avant-bras à l'horizontale (et sont donc beaucoup plus longs), et sont placés au centre du cintre permettent d'adopter une position plus basse et donc plus aérodynamique.
Enfin, elles améliorent le confort du coureur en lui offrant une position neutre pour ses mains (les paumes vers l'intérieur), ce qui diminue la tension musculaire et la fatigue sur les longues distances.
Lorsqu'elles sont placées en bout de cintre, elles protègent aussi les auriculaires lors de chocs latéraux ou en passant dans des endroits étroits comme des tunnels ou entre des voitures stationnées.

## Mode et aspect
Les rallonges de guidon sont le plus souvent attachées par serrage autour du cintre, mais elles peuvent aussi être soudées à celui-ci. Elles sont habituellement inclinées d'un angle compris entre l'horizontale et 15 degrés vers le haut, selon les préférences du coureur.
Elles existent en différentes formes et tailles, depuis de petits modèles rectilignes de moins d'une dizaine de centimètres de longueur (parfois dits ), jusqu'à des modèles plus longs et recourbés ou brisés à leur extrémité. Elles peuvent être fabriquées en différents matériaux, tels que l'aluminium et le carbone.
Les rallonges de guidon de type bar-ends, placées aux extrémités, étaient très populaires sur les VTT jusqu'à la fin des années 1990, avant que les cintres relevés ne commencent à devenir en vogue ; la combinaison d'un cintre relevé avec des rallonges de guidon est en effet rarement utilisée, car les cintres relevés peuvent leur donner un angle qui les rend difficilement utilisables ; elles sont plus adaptées à des cintres plats. Elles restent utilisées sur les VTC.
À partir des années 2020, on voit apparaître des extensions internes sur les cintres plats de vélos destinés à effectuer de longues distances, cette configuration permet de varier les positions tout en conservant un accès rapide aux commandes de freins et de vitesses. Elle permettent également l'adoption d'une position plus aérodynamique. Certains fabricants ont choisi d'intégrer directement ces extensions à leurs cintres.

## Inconvénients
Malgré les avantages que certains coureurs leur trouvent, les rallonges de guidon occupent de la place sur le cintre, ce qui diminue l'espace pour les mains lorsqu'elles sont positionnées sur les poignées.
Hormis les extensions ergonomiques internes, celles qui se placent en extrémités (bar-ends) et les prolongateurs, obligent  à ramener la main sur le cintre pour freiner (allongeant ainsi le temps de réaction, ce qui pose un problème de sécurité) ou changer de braquet (ce dernier problème pouvant cependant être résolu grâce à des manettes de dérailleur telles que les XTR Rapidfire Remote de Shimano, qui sont spécifiquement conçues pour s'installer sur les rallonges de guidon, en étant reliées par câble aux manettes principales montées sur le cintre).
De plus, du fait de leur forme, les rallonges d'extrémité de guidon de type bar-ends peuvent s'accrocher avec les éléments de l'environnement, par exemple les branches d'arbres, et provoquer des accidents. De même elles peuvent provoquer des blessures au coureur en cas de chute, ou à tout autre personne en cas de collision, en particulier au foie,. À la suite d'une publication dans The Lancet en 1998 sur leur dangerosité, le sujet a connu une médiatisation importante (Time, Newsweek, Bicycling (en), etc.), et la plupart des constructeurs ont cessé d'en équiper leurs modèles,.